# Намеро
Намеро (яп. なめろう) – різновид татакі, спосіб приготування риби або м'яса, дрібно подрібненого та змішаного з деякими спеціями та приправами, дещо подібний до тартару.

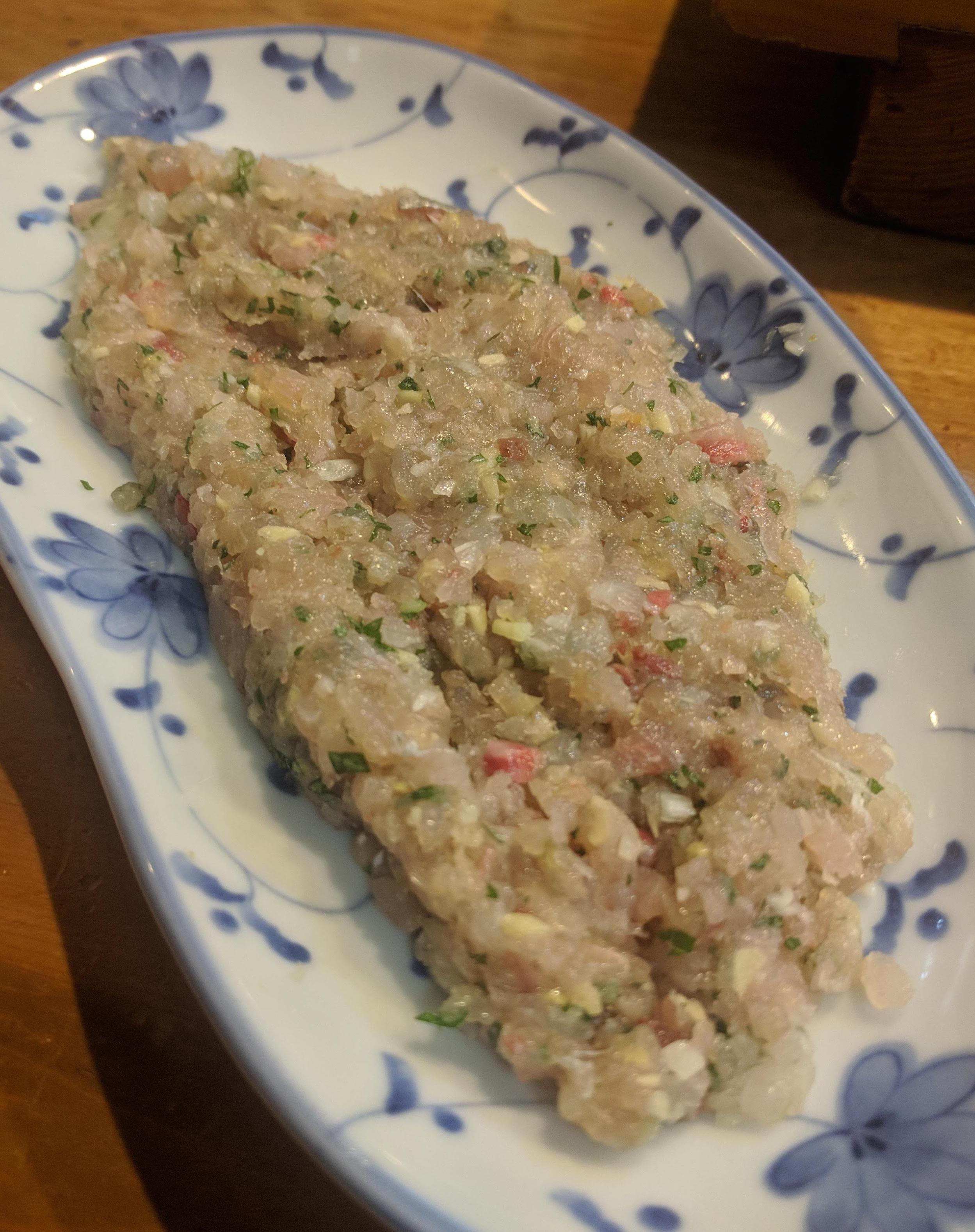
Намеро з японського жовтохвоста подається в суші-ресторані в Татеяма, префектура Тіба.

Цей рецепт був популярний серед рибалок півострова Босо.